# Mörderische Entscheidung
"Mörderische Entscheidung" ist ein deutscher Fernsehfilm des Regisseurs Oliver Hirschbiegel. Als erster TV-Krimi wurde er auf zwei Fernsehkanälen (Das Erste und ZDF) parallel, zeitgleich und aus zwei verschiedenen Erzähl-Perspektiven ausgestrahlt. Der Film wurde erstmals am 15. Dezember 1991 gezeigt.
Die Erzählweise macht den Film besonders und hebt ihn von klassischen Kriminaldramen ab.

## Konzept & Protagonisten
"Mörderische Entscheidung" erzählt eine Geschichte aus unterschiedlichen Perspektiven verschiedener Protagonisten - Ordnungshüter und Täter. Beide Filme beginnen identisch, dann widmet sich eine Variante der Perspektive der Frau und Polizistin (Mapi Galán), die andere der des Mannes und Täters (Nils Tavernier). In einzelnen Szenen, in denen beide Personen auftreten, überschneiden sich die Filme. Wichtige Informationen werden zeitgleich in beiden Filmen und somit auch auf beiden Fernsehkanälen gezeigt, damit Zuschauer, die zwischen beiden hin und her zappen, nicht den Faden verlieren.
Sichtweisen:
- Frau und Polizistin - Evelyn Rath (gespielt von Mapi Galán): Ihre Sicht zeigt die Herausforderungen und Entscheidungen, die sie während der Ermittlungen Vorfalls treffen muss.
- Des Mannes und Täters - Paul Diederich (gespielt von Nils Tavernier): Seine Perspektive beleuchtet die Ereignisse, die zu seinem Handeln geführt haben.

## Hintergrund
Der Film wurde unter anderem auch in Österreich, den Niederlanden, Italien und Spanien jeweils auf zwei TV-Kanälen gleichzeitig ausgestrahlt. Die Produktionskosten betrugen circa vier Millionen Deutsche Mark. 
Autor Joachim Friedmann und Zeichner Henk Wyniger veröffentlichten in Zusammenarbeit mit Regisseur Oliver Hirschbiegel einen auf dem Drehbuch basierenden Comic. Die Idee wurde von Joachim Dennhardt gemeinsam mit Peter Nadermann entwickelt.

## Einschaltquoten
Die Erstausstrahlung an einem Sonntagabend um 21 Uhr erreichte eine durchschnittliche Gesamtreichweite von 13,76 Millionen Zuschauern, davon 6,99 Millionen Zuschauer auf dem Kanal Das Erste und 6,77 Millionen Zuschauer im ZDF.